# Каменский муниципальный округ
Не следует путать с городским округом Каменск-Уральский — самостоятельным муниципальным образованием, а также с Каменским районом — административной единицей, которая по территории совпадает с муниципальным округом.
Ка́менский муниципальный округ — муниципальное образование на юге Свердловской области России, относится к Южному управленческому округу.
Административный центр — город Каменск-Уральский (не входит в состав округа, а образует отдельный городской округ). Крупнейший населённый пункт — посёлок городского типа Мартюш, который первоначально был административным центром Каменского городского округа до 1 октября 2017 года.
Округ находится в границах административно-территориальной единицы Каменский район.

## Географическая характеристика
Округ расположен вокруг крупного промышленного центра Среднего Урала — города Каменска-Уральского в южной части Свердловской области в 100 километрах от Екатеринбурга. На северо-западе граничит с Белоярским городским округом, на северо-востоке с Богдановичским, на юго-западе — с Сысертским. На областном уровне — на юге граничит с Челябинской областью, на юго-востоке — с Курганской.
Общая площадь округа составляет 214 602 гектара, в том числе 89 519 гектар сельскохозяйственных угодий.
Территория округа расположена в лесостепной зоне. Преобладающие виды деревьев — берёза, осина, сосна. Животный мир представлен в основном лесными видами животных: лось, кабан, косуля, заяц, лисица, горностай, куница, барсук, норка, белка; из пернатых — глухарь, тетерев, рябчик, куропатка.
Водные ресурсы представлены реками Исеть и её притоками: Каменка, Камышенка, Грязнуха, Синара, принадлежащими бассейну реки Тобол. На территории имеются несколько озёр: Тыгиш, Малый и Большой Сунгуль, Червяное, Сосновское, Карасье и Боёвский пруд. На озёрах осуществляется местный рыбный промысел.
Полезные ископаемые, преобладающие на территории округа — глина, песок, щебень, мрамор, золото, бокситы.
С запада на восток по территории округа проходит железная дорога «Екатеринбург-Курган», протяженностью 46 километров, автомобильная дорога Р354 «Екатеринбург-Шадринск-Курган». Общая протяженность внутрирайонных дорог составляет более 200 километров. Автотранспортные магистрали, связывающие населённые пункты муниципального образования и соседние города, имеют асфальтобетонное покрытие.

## История муниципального образования
17 декабря 1995 года состоялся местный референдум по определению границ и структуры органов местного самоуправления муниципального образования. По итогам референдума был создан Каменский район как муниципальное образование, в составе муниципального образования организованы 16 сельских администраций с 64 населёнными пунктами. Центром муниципального образования стал посёлок Мартюш. Муниципальное образование было включено в областной реестр 10 ноября 1996 года за № 12 и в государственный реестр муниципальных образований 17 ноября 2005 года за номером RU.66360000.
С 31 декабря 2004 года Законом Свердловской области № 124-03 от 12 октября 2004 года посёлок Мартюш, расположенный на территории Каменского района, был отнесён к категории городских населённых пунктов, к виду посёлок городского типа.
Областным законом от 25 октября 2004 года № 157-ОЗ «Об установлении границ муниципального образования Каменский район и наделении его статусом городского округа» установлены в соответствии с требованиями федерального закона границы муниципального образования, описание границ и схематическая карта границ, муниципальное образование с 31 декабря 2004 года наделено статусом городского округа.
Решением районной Думы муниципального образования Каменский район от 9 июня 2005 года № 18 был утверждён Устав Каменского городского округа.
Название Каменский городской округ было утверждено с 1 января 2006 года.
С 1 января 2025 года имеет статус муниципального округа.
В рамках административно-территориального устройства области, административно-территориальная единица Каменский район продолжает существовать.
Список глав городского округа
- декабрь 1991 — октябрь 1995 — Сергей Михайлович Чемезов
- 1995 — декабрь 2000 — Николай Николаевич Шинкевич
- декабрь 2000 — март 2004 — Виктор Фёдорович Четыркин
- март 2004 — октябрь 2012 — Виктор Леонидович Щелконогов
- 25 октября 2012 — август 2023 — Сергей Александрович Белоусов
- декабрь 2023 — н. в. Алексей Юрьевич Кошкаров

Населённые пункты
Самым старинным селом является село Клевакинское, уже упомянутое в «Дозорной книге» 1624 года Михаила Тюкина, как деревня из 13 дворов. Ряд населенных пунктов района (деревня Четыркина, деревня Тыгиш, деревня Богатёнкова, село Рыбниковское) пострадали от деятельности ПО «Маяк» в 1957 году. В связи с этим на территории района осуществляется радиационный контроль за ВУРСом.

## Население
| 1970    | 1989    | 2002    | 2009    | 2010    | 2011    | 2012    | 2013    | 2014    |
| ------- | ------- | ------- | ------- | ------- | ------- | ------- | ------- | ------- |
| 35 219  | ↘32 307 | ↘29 669 | ↗30 204 | ↘28 111 | ↘28 069 | ↗28 985 | ↗29 821 | ↗29 907 |
| 2015    | 2016    | 2017    | 2018    | 2019    | 2020    | 2021    | 2023    | 2024    |
| ↘29 374 | ↘28 921 | ↘28 323 | ↘27 970 | ↘27 631 | ↗27 768 | ↘26 639 | ↘26 455 | ↘26 362 |

### Национальный состав
По данным 2010 года: русские — 91,7 %, татары — 1,9 %, удмурты — 1,7 %, башкиры — 1,2 %

## Состав
Распределение населения муниципального округа:
 Мартюш (14,59 %) Колчедан  (8,14 %) Позариха (7,47 %) Покровское  (8,24 %) Новоисетское (5,97 %) Остальные (55,59 %)
В состав Каменского городского округа и Каменского района входят 65 населённых пунктов (1 посёлок городского типа, 11 посёлков, 20 сёл и 33 деревни), распределённых между 16 сельскими администрациями.
| №  | Населённый пункт | Тип населённого пункта | Население |
| -- | ---------------- | ---------------------- | --------- |
| 1  | Барабановское    | село                   | ↗215      |
| 2  | Бекленищева      | деревня                | ↗56       |
| 3  | Беловодье        | деревня                | ↗245      |
| 4  | Белоносова       | деревня                | ↘127      |
| 5  | Богатенкова      | деревня                | ↗277      |
| 6  | Боёвка           | деревня                | ↗68       |
| 7  | Большая Грязнуха | село                   | ↗596      |
| 8  | Брод             | деревня                | ↗871      |
| 9  | Бубнова          | деревня                | ↘10       |
| 10 | Гашенёва         | деревня                | ↘14       |
| 11 | Горный           | посёлок                | ↘225      |
| 12 | Давыдова         | деревня                | ↘19       |
| 13 | Исетское         | село                   | ↘166      |
| 14 | Кисловское       | село                   | ↘721      |
| 15 | Клевакинское     | село                   | ↘873      |
| 16 | Ключи            | деревня                | ↗5        |
| 17 | Ключики          | деревня                | ↘4        |
| 18 | Кодинский        | посёлок                | ↗5        |
| 19 | Колчедан         | посёлок                | ↘37       |
| 20 | Колчедан         | село                   | ↘2145     |
| 21 | Комарова         | деревня                | ↘20       |
| 22 | Крайчикова       | деревня                | ↘69       |
| 23 | Кремлёвка        | деревня                | ↗348      |
| 24 | Лебяжье          | посёлок                | ↘129      |
| 25 | Ленинский        | посёлок                | ↘352      |
| 26 | Мазуля           | деревня                | ↗52       |
| 27 | Малая Белоносова | деревня                | ↘142      |
| 28 | Малиновка        | деревня                | ↗1        |
| 29 | Маминское        | село                   | ↘1009     |
| 30 | Мартюш           | пгт                    | ↘3847     |
| 31 | Мосина           | деревня                | ↘51       |
| 32 | Мухлынина        | деревня                | ↘52       |
| 33 | Новоисетское     | село                   | ↘1573     |
| 34 | Новый Быт        | посёлок                | ↘375      |
| 35 | Октябрьский      | посёлок                | ↗88       |
| 36 | Окулово          | село                   | ↘98       |
| 37 | Первомайский     | посёлок                | ↗502      |
| 38 | Перебор          | деревня                | ↘140      |
| 39 | Пирогово         | село                   | ↘343      |
| 40 | Позариха         | село                   | ↘1969     |
| 41 | Покровское       | село                   | ↗2172     |
| 42 | Потаскуева       | деревня                | ↘65       |
| 43 | Походилова       | деревня                | ↘157      |
| 44 | Рыбниковское     | село                   | ↘882      |
| 45 | Свобода          | деревня                | ↗33       |
| 46 | Синарский        | посёлок                | ↘48       |
| 47 | Сипавское        | село                   | ↘687      |
| 48 | Смолинское       | село                   | ↗22       |
| 49 | Соколова         | деревня                | ↗232      |
| 50 | Соколова         | село                   | ↘179      |
| 51 | Солнечный        | посёлок                | 350       |
| 52 | Сосновское       | село                   | ↘964      |
| 53 | Старикова        | деревня                | ↘75       |
| 54 | Степной          | посёлок                | ↘53       |
| 55 | Травянское       | село                   | ↘1020     |
| 56 | Троицкое         | село                   | ↘206      |
| 57 | Чайкина          | деревня                | ↘6        |
| 58 | Часовая          | деревня                | ↗213      |
| 59 | Черемисская      | деревня                | ↘49       |
| 60 | Черемхово        | село                   | ↗639      |
| 61 | Черноскутова     | деревня                | ↘381      |
| 62 | Черноусова       | деревня                | ↗281      |
| 63 | Чечулина         | деревня                | ↘47       |
| 64 | Шилова           | деревня                | ↘237      |
| 65 | Щербаково        | село                   | ↗92       |

- 31 декабря 2004 года населённый пункт Мартюш был наделён статусом посёлка городского типа[14].
- 1 января 2012 года образован посёлок Солнечный[36]. В марте 2023 года Правительство РФ утвердило присвоение наименования[37].
- 1 ноября 2023 года упразднён посёлок Травяны[38].

## Экономика
Важную роль в экономике Каменского городского округа продолжает играть сельское хозяйство. Основные сельскохозяйственные организации — это ОАО «Каменское», ООО «Зори Урала», ООО «СХП Исетское», ООО «СХП Маминское», ООО «СХП Покровское», СПК «Смолинские ключики», ОАО «Родина», ООО «Фортуна». На территории Каменского городского округа осуществляет свою деятельность ОГУП «Свердловская птицефабрика», крестьянские (фермерские хозяйства). Благоприятные условия позволяют жителям заниматься личным подсобным хозяйством, садоводством и огородничеством (выращиванием овощей, картофеля, производством мяса, молока).
Промышленность представлена двумя крупными предприятиями — филиал ОАО «Уралтранстром» (Колчеданский завод ЖБК) и ЗАО «Каменск-Уральский карьер», которые производят строительные материалы.
Основные виды продукции — железобетонные изделия, щебень. Продукция, производимая ОАО «Уралтранстром», ЗАО «Каменск-Уральский карьер» пользуется широким спросом.
Кроме крупных организаций промышленности на территории муниципального образования около 80 малых предприятий занимается различными видами экономической деятельности: производством хлеба и хлебобулочных изделий, молока, колбасных изделий и производством других пищевых и непищевых продуктов, предоставлением жилищно-коммунальных, транспортных и других услуг.

## Образование
На территории городского округа действует 12 средних общеобразовательных школ: Бродовская (пгт Мартюш), Каменская (село Позариха), Кисловская, Клевакинская, Колчеданская, Маминская, Новоисетская, Пироговская (село Сипавское), Покровская, Рыбниковская, Сосновская, Травянская; одна основная общеобразовательная школа — Черемховская; одна районная вечерняя (сменная) общеобразовательная школа в пгт Мартюш; два начальных школы-детских сада: Бродовская и Соколовская.
Существовавшая с 1958 года Новобытская основная общеобразовательная школа из-за малого количества учеников была закрыта в 2009 году. На 1 сентября 2008 года в школе обучалось всего 4 учащихся из 3 населённых пунктов. Ученики переведены в ближайшую Пироговскую школу.

## Достопримечательности

### Архитектура
На территории округа находятся следующие памятники архитектуры областного значения
- Церковь Николая Чудотворца (1904—1917 годы, село Исетское)
- Церковь Петра и Павла (1832—1846 годы, село Кисловское)
- Церковь Михаила Архангела (XIX век, село Маминское)
- Церковь Флора и Лавра (1835 год, село Пирогово)
- Церковь Тихвинская (1815—1839 годы, село Рыбниковское)
- Церковь Ильи Пророка (1823—1857 годы, село Смолинское)
- Церковь Рождества Христова (начало XX века, село Сосновское)
- Введенская церковь (1839 год, село Травянское)
- Церковь Троицы Живоначальной (XIX—XX вв., село Троицкое)

### Природные памятники
- В мае 1744 года на Шилово-Исетском медном руднике в районе деревни Шилова горным учеником Леонтием Пигалевым было найдено первое золото в России[43]. На месте находки в ноябре 2003 года установлен памятный знак[44].
- Порог Ревун на реке Исеть
- Смолинскую пещеру
- Скалы по берегам реки Исеть

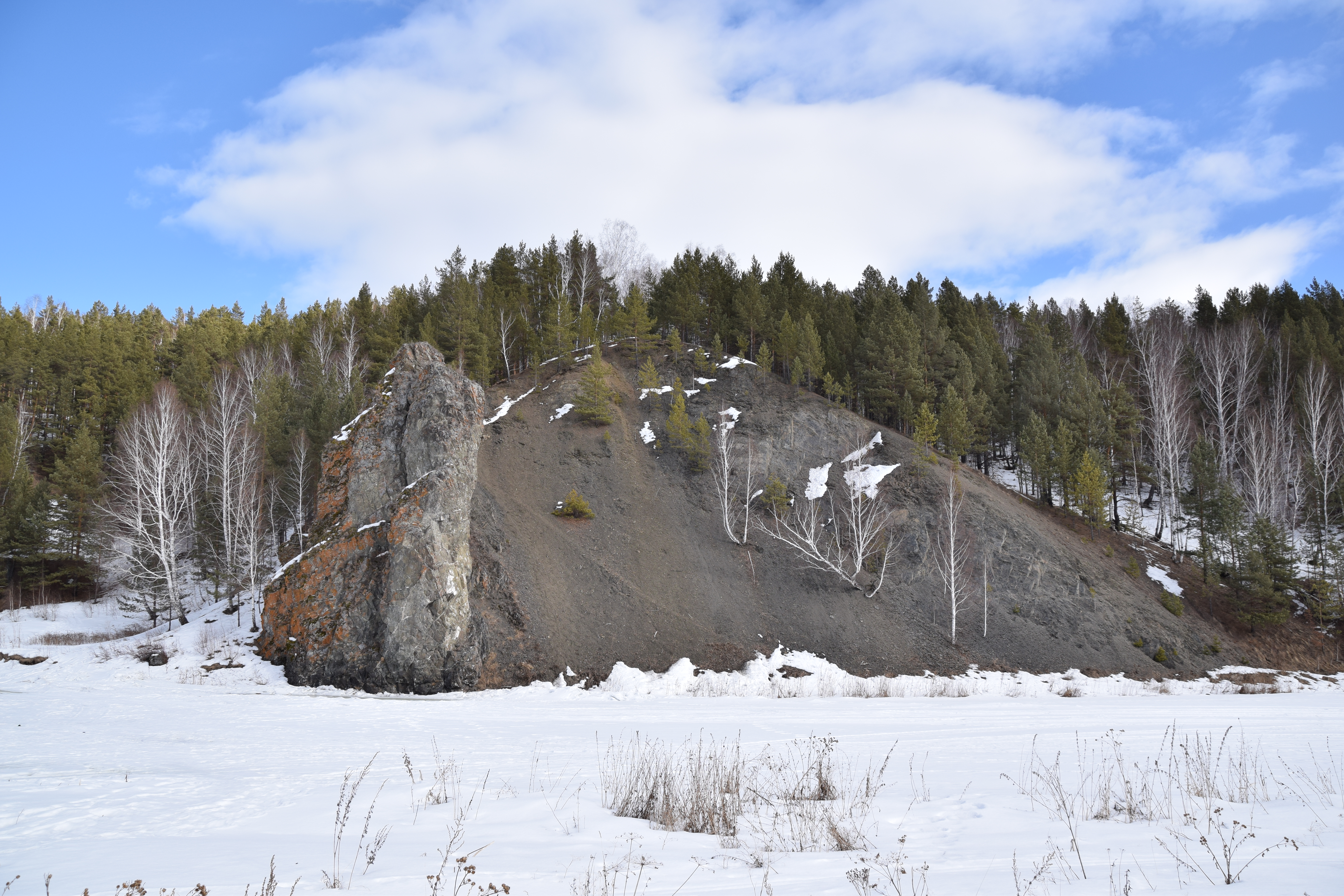
Скала «Каменный столб» (Смолинский камень) в селе Смолинское